# Musca Borealis
Musca Borealis (z łac. „Mucha Północna”) – historyczny gwiazdozbiór leżący pomiędzy obecnymi konstelacjami Barana, Trójkąta i Perseusza. Gwiazdozbiór został stworzony z gwiazd położonych nad „zadem” Barana przez Planciusa w 1612 roku jako Pszczoła (łac. Apes, właściwie Apis), następnie w 1624 roku Jacob Bartsch nadał mu nazwę Osy (łac. Vespa). Nazwa Muchy (łac. Musca) pojawiła się w „Firmamentum Sobiescianum” Jana Heweliusza w 1690 roku, ale że na niebie południowym istniał już gwiazdozbiór Muchy, w 1822 roku Alexander Jamieson nazwał go Muchą Północną (łac. Musca Borealis). Ignace-Gaston Pardies stworzył w 1674 z tych samych gwiazd Lilijkę (fleur-de-lis, łac. Lilium), jednak ta propozycja nie przyjęła się na tak długo jak wizerunek owada, który także z czasem wyszedł z użycia.